# 551 Ortrud
551 Ortrud је астероид главног астероидног појаса са пречником од приближно 78,46 km.
Афел астероида је на удаљености од 3,336 астрономских јединица (АЈ) од Сунца, а перихел на 2,589 АЈ.
Ексцентрицитет орбите износи 0,125, инклинација (нагиб) орбите у односу на раван еклиптике 0,402 степени, а орбитални период износи 1863,064 дана (5,100 година).
Апсолутна магнитуда астероида је 9,57 а геометријски албедо 0,042.
Астероид је откривен 16. новембра 1904. године.